# ルーカス・ヴァウデンベルフ
ルーカス・ヴァウデンベルフ（オランダ語: Lucas Woudenberg、1994年4月25日 - ）は、オランダ・ヴールデン出身のサッカー選手。ポジションは、ディフェンダー。SCヘーレンフェーン所属。
姓はヴーデンベルフとも表記される。

## クラブ経歴

### ユース＆トップチーム昇格
VV Zwammerdamでサッカーを始め、アルペンス・ボーイズを経て若くしてフェイエノールトに移った。18歳の誕生日に最初のプロ契約を結び、Aユニオールだった2012-13シーズンから度々トップチームのトレーニングに参加した。2013年夏のプレシーズン、エルメロでのトレーニングキャンプで力強さを印象付け、その走力から『白いケニア人』のニックネームで呼ばれるようになった。2013-14シーズン、フェイエノールトの左サイドバックはブルーノ・マルティンス・インディが不動の存在だったため、SBVエクセルシオールにレンタルされ、公式戦37試合に出場した。レンタルから戻った2014-15シーズンにはUEFAヨーロッパリーグのスタンダール・リエージュ戦でフェイエノールトでのデビューを果たし、エールディヴィジでも2試合に出場した。

#### NECナイメヘンへのレンタル
2015年8月、NECナイメヘンにレンタル移籍した。ナイメヘンでは、8月28日のヴィレムII戦で85分にマルセル・リッツマイエルとの交代で途中出場し、デビューした。監督のエルネスト・ファーベルの信頼を得てすぐにバルト・バイセからスタメンを奪い、高評価を得た。2015年10月3日のADOデン・ハーグ戦で公式戦初ゴール。この1年での活躍と成長が認められ、N.E.C.の他に多くのクラブが関心を示す中でシーズン終了後にフェイエノールトと2019年まで契約を延長、デ・カイプに戻ることが決まった。

## タイトル
フェイエノールト
- エールディヴィジ : 2016-17

## 参照
1. ↑  http://www.fr-fans.nl/nieuws/8268/woudenberg-de-witte-keniaan
2. ↑  https://www.feyenoord.nl/nieuws/nieuwsoverzicht/woudenberg-twee-jaar-langer-bij-feyenoord